# Pallas Peak
Der Pallas Peak ist ein steiler, dreiseitiger und rund 500 m hoher Berg im Süden der westantarktischen Alexander-I.-Insel. Er ragt auf halbem Weg zwischen den Ceres-Nunatakkern und dem Stephenson-Nunatak auf. Während seine Westflanke von zahlreichen Rinnen durchzogen ist, zeigt sich die Ostflanke als moderater Anstieg aus Schnee und Fels.
Das Directorate of Overseas Surveys kartierte ihn in Zusammenarbeit mit dem United States Geological Survey anhand von Satellitenaufnahmen der NASA. Das UK Antarctic Place-Names Committee benannte ihn 1974 nach dem Asteroiden (2) Pallas aus dem Asteroidengürtel.